# کلمپ شان‌گیر

کلمپ شان‌گیر

کلمپ شان‌گیر یا فورسپس حوله (به انگلیسی: Towel clamp) جهت نگهداری شان‌ها یا گرفتن بافت با هدف اعمال کشش در موضع جراحی بکار می‌رود.
- کلمپ شان‌گیر در تمامی ست‌های جراحی موجود می‌باشد.[۵]

## نگارخانه

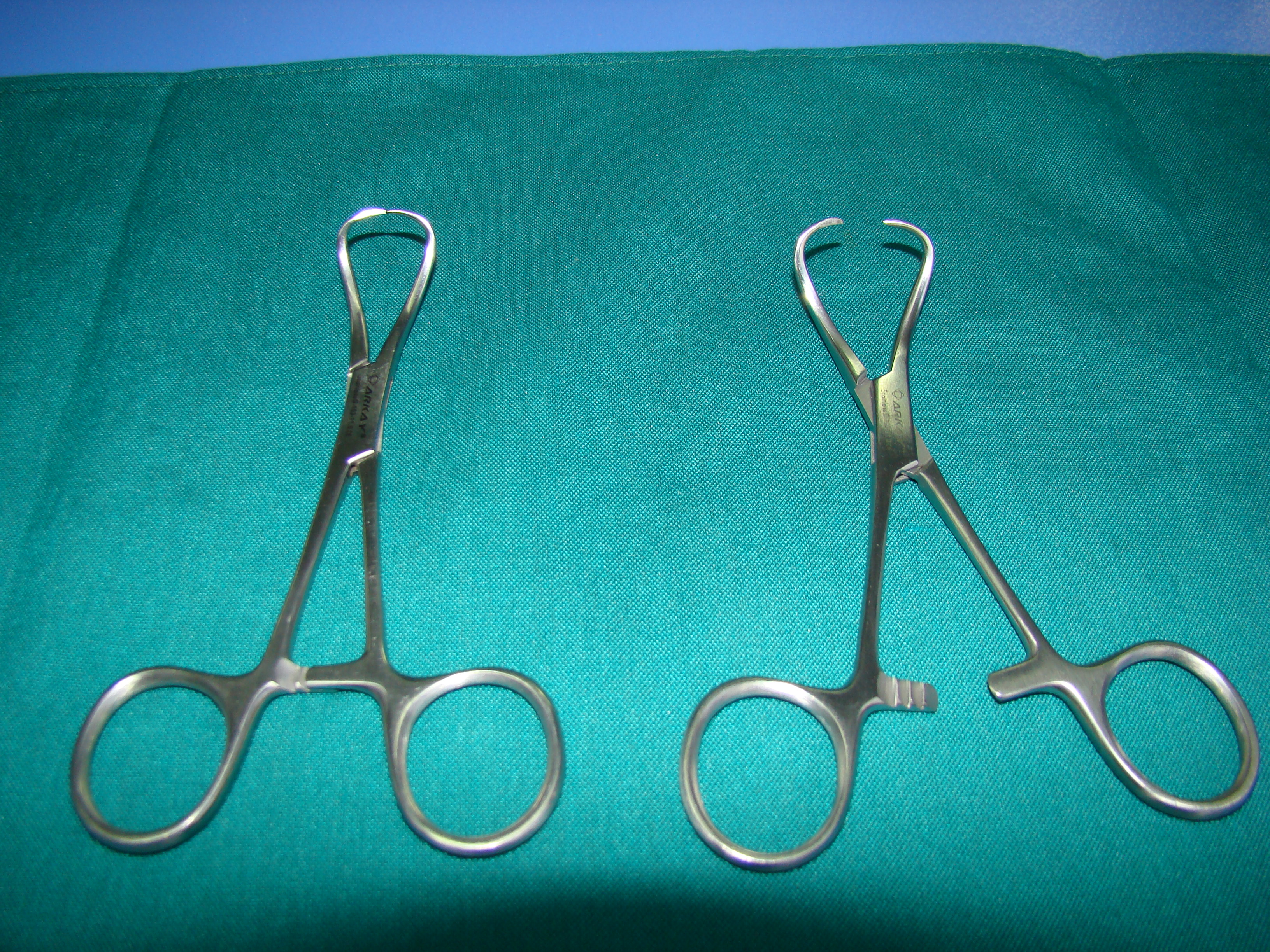

## انواع
- میو
- اسپرینگ[۶]